# Amund Lammers
Amund Lammers, född 13 augusti 1804 i Köpenhamn, död 9 oktober 1871, var en norsk bergmästare. Han var far till Thorvald Lammers och bror till Gustav Adolf Lammers.
Lammers kom i sin barndom med föräldrarna till Norge och blev student vid Kristiania katedralskola 1823, varefter han 1827 tog mineralogisk ämbetsexamen. Åren 1829–1833 vistades han med offentligt stipendium i utlandet, främst i Tyskland. Efter hemkomsten var han medlem av 1833 års kungliga kommission angående Kongsbergs silververk och utnämndes 1834 till bergmästare i nordanfjällska och förflyttades 1837 till samma post i östra sunnanfjällska distriktet. Från 1839 var han även föreståndare för Blaafarveværket i Modum. Sistnämnda år utnämndes han till direktör för Kongsbergs silververk, men entledigades redan 1840 och behöll sina tidigare poster, tills han 1850 blev medlem av direktionen för silververket och 1852 tillika bergmästare i västra sunnanfjällska distriktet. Han var stortingssuppleant för Kongsberg 1859–1860.